# Scaphimyia
Scaphimyia – rodzaj muchówek z rodziny rączycowatych (Tachinidae).

## Wybrane gatunki
- S. castanea Mesnil, 1955[1]
- S. nigrobasicasta Chao & Shi, 1982[1]
- S. takanoi Mesnil, 1967[1]